# 本郷杏奈
本郷 杏奈（ほんごう あんな、1991年〈平成3年〉10月17日 - ）は、日本のタレント、グラビアアイドルである。北海道江別市出身。所属事務所はASCHE→アイ・エヌ・ジー→プラチナムプロダクション。2018年6月から2019年9月の事務所移籍までは本郷 杏（ほんごう あん）名義で活動していた。夫はお笑いコンビ・EXITのりんたろー。。

## 略歴・人物
- 地元札幌で観光専門学校在学中にスカウトされ、ローカルCMに出演するなど当初は北海道でモデルとして活動[4][5]。
- 2016年2月に上京し、同年5月にグラビアデビュー[4]。その後、今田耕司にその魅力を絶賛されるなどして注目を集める[6]。
- チャームポイントは目とほっぺと笑顔。特技はお菓子作り。また、過去に築地銀だこで4年半アルバイトをしていたことがあるため[3]、たこ焼きの早焼きも特技に挙げている[7]。
- テレビ番組『ゴッドタン』では「日本一の恥ずかしがり女子」と命名[6]。シャイな性格で演技が苦手なために、同番組ではたびたびノリの悪さを矯正する企画に起用され、2018年には「本郷杏奈、お前は何が出来るんだ！」という単独企画が放送された[8]。番組では「芝居ヤバイアイドル」と命名された。
- ミスiD2017 美人賞（キレイサローネ賞）受賞[7][9]。
- 2018年5月にアイ・エヌ・ジーへ移籍[10]。
- 2018年6月18日、本郷杏奈から本郷杏への改名を発表[11][12]。
- 2019年9月にプラチナムプロダクションに移籍[13]。芸名を本郷杏から本郷杏奈へ戻す[13]。
- 2022年2月、EXITのツッコミ担当、りんたろー。と結婚を前提に交際していることが『週刊文春』に報じられた。
- 2022年8月20日、りんたろー。と結婚と報じられたが、その後りんたろー。側が否定[14]。しかし3日後の8月23日にりんたろー。と結婚したことがEXITのファンクラブサイトで正式に発表された[15]。
- 2023年6月24日、自身のTwitterを更新して第1子を妊娠していることを発表した[16]。11月25日、自身のInstagramを更新して第1子を出産したことを報告した[17]。

## 出演

### テレビ
- 美女動画 #47（2011年9月26日、HTB）
- ゴッドタン（2017年2月18日・5月27日・8月26日・10月14日・2018年6月2日[18]・6月16日[8]・9月29日・12月8日・2019年4月6日・2021年3月27日・5月8日・2023年2月11日、テレビ東京）
- オールスター感謝祭（2019年9月28日、TBS）
- がんばれ!TEAM NACS（2021年7月11日、WOWOW）
- 浜ちゃんが!（2022年7月6日、よみうりテレビ） - テレビ出たい娘ダービー
- 生中継スペシャル! ニッポン「今」つないでみたら～夏の思い出2022～　日本各地の美しい“今”お届けします！（2022年9月10日、NHK総合) - 北海道・札幌中継ゲスト
- EXITのアヤシイTV アチ〜の見つけました!（2022年10月22日、テレビ北海道） - VTR出演
- 生中継スペシャル! ニッポン「今」つないでみたら〜秋うらら 2022〜（2022年11月12日、NHK総合） - 熊本中継ゲスト
- ザ!世界仰天ニュース（2022年12月6日、日本テレビ）
- ホンマでっか!?TV（2022年12月21日、フジテレビ）
- 突然ですが占ってもいいですか?（2023年5月29日、フジテレビ）

### ウェブテレビ
- ボブ・サップ緊急来日！第1回Abema杯5種競技HAOOO5!（2017年10月14日・10月22日、AbemaTV）[19]
- スピードワゴンの月曜The NIGHT（2019年12月19日[20]、AbemaTV）
- ゴッドタン×ドラエグ スペシャル動画・今ヤバイ！ モンスター芸能人No.1決定戦 後編（2020年3月23日、TVerなど） - 本当に何もできない不器用モンスター[21]
- ヒロミ・指原の“恋のお世話始めました” #6（2020年12月3日、AbemaTV）
- ギリギリライブ イマドキ女子のリアル生態調査（2021年7月22日、7月29日、9月13日、9月28日、10月5日、北海道文化放送）

### 映画
- 教科書にないッ! 3（2017年） - 五月弥生 役[22]
- 教科書にないッ! 4（2017年） - 五月弥生 役[23]
- カイジ ファイナルゲーム（2020年）

### CM
- NTTコムウェア（2019年1月 - ）[24]
- ドラゴンエッグ 仲間との出会い（2019年4月・6月、ルーデル）[25]

### 新聞
- 日刊スポーツ 北海道版（2020年1月10日 - /3週間に1度） - コラム「#lovefighters」

### ゲーム
- ドラゴンエッグ 仲間との出会い（2020年4月24日 - 5月17日、ルーデル） - 「本郷杏奈」として登場。

### ミュージックビデオ
- Ms.OOJA「未来予想図」（2017年）[26][27]

## 作品

### 写真集
- Touch♡（2020年4月15日、双葉社、撮影：小澤忠恭）ISBN 978-4575315431

### イメージビデオ
- Namara大好き（2016年6月23日発売、イーネット・フロンティア） - DVD
- はにかみカノジョ（2017年6月20日発売、ラインコミュニケーションズ） - DVD & BD
- 恥じらいアプリコット（2018年10月19日発売、竹書房） - DVD & BD[28]
- AN-NA（2020年2月28日発売、エスデジタル） - DVD & BD
- 彼女のヒミツ（2020年10月30日発売、スパイスビジュアル） - DVD

### グッズ
- OPPAI TRUMP（2018年、ギルド）他参加：今野杏南、青山ひかる、青木ゆり亜、園都、岸明日香、橘花凛、犬童美乃梨、佐山彩香、佐藤聖羅、寺田安裕香、森下悠里、星名美津紀、清水みさと、石原佑里子、倉持由香、柳いろは、葉月あや、鈴木ふみ奈